# Carex Indijanci
Carex Indijanci, nekadašnje indijansko pleme koji su u vrijeme dolaska španjolskog konkvistadora Don Pedro de Heredia (1530.-tih godina) živjeli na sjevernoj obali Kolumbije na otoku Isla de Tierra Bomba pred obalom Cartagene. Bili su srodni i slični susjednim plemenima Calamari, Bahaire (otok Isla Bare) i Cospique koji su se zajedno nazivali Mocana i živjeli u selima zaštićenim palisadama. 
Jezično su pripadali karipskoj porodici i govorili istoimenim jezikom ili dijalektom carex.